# Grosser Mythen
El Grosser Mythen (Mythen mayor), también llamado Gross Mythen (Gran Mythen) o Grosse Mythen es una montaña de los Alpes Glarus, situado cerca de la localidad de Schwyz, en Suiza.

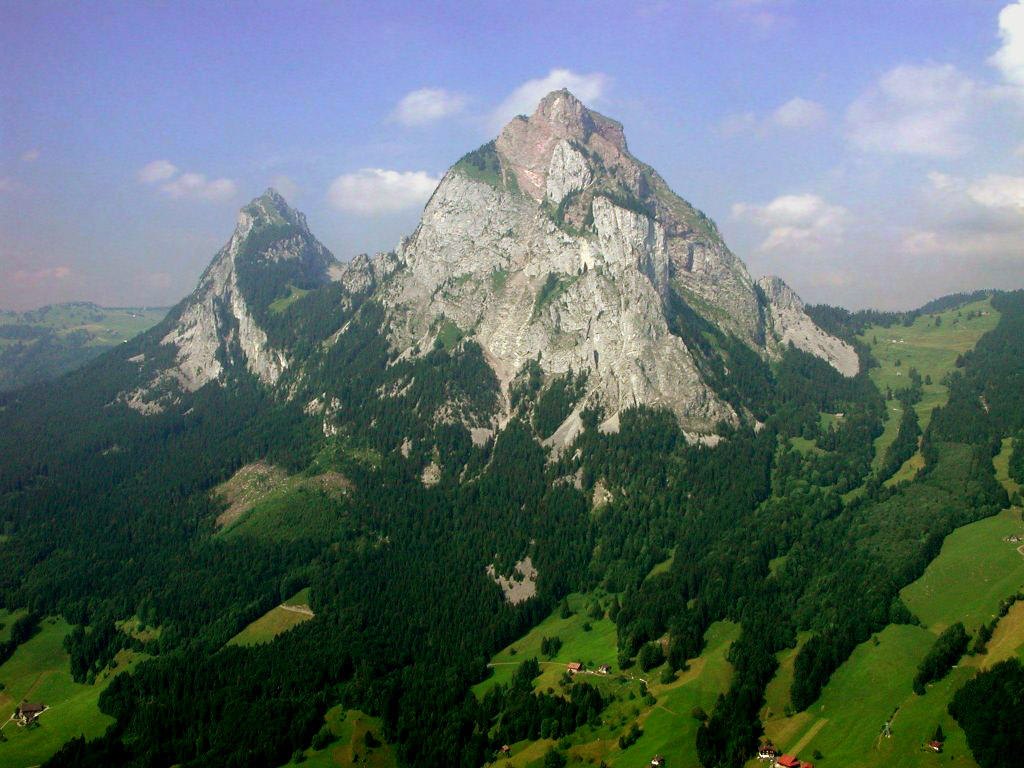
Klein Mythen y Grosser Mythen

## Situación
El Grosser Mythen está localizado al sur del Klein Mythen (Mythen menor).

## Geología
Es considerado una isla tectónica o klippe, formados por materiales de un manto de cabalgamiento que han sido transportados por encima de materiales autóctonos y han sufrido un posterior proceso de erosión que lo ha aislado del resto de su manto de corrimiento.